# Хлебня
Хлебня (пол. Chlebnia) — село в Польщі, у гміні Гродзиськ-Мазовецький Ґродзиського повіту Мазовецького воєводства.
Населення — 444 особи (2011).
У 1975-1998 роках село належало до Варшавського воєводства.

## Демографія
Демографічна структура станом на 31 березня 2011 року:
|          | Загалом | Допрацездатний вік | Працездатний вік | Постпрацездатний вік |
| -------- | ------- | ------------------ | ---------------- | -------------------- |
| Чоловіки | 223     | 45                 | 159              | 19                   |
| Жінки    | 221     | 46                 | 129              | 46                   |
| Разом    | 444     | 91                 | 288              | 65                   |